# Борис (Соколов)
Архиепи́скоп Бори́с (в миру Пётр Алексе́евич Соколо́в; 8 [20] января 1865, село Богородское, Тарусский уезд, Калужская губерния — 21 февраля 1928, посёлок Перловка, Московский уезд, Московская губерния) — епископ Русской православной церкви, архиепископ Рязанский и Зарайский.

## Биография
Родился в 1872 году в селе Богородском Тарусского уезда Калужской губернии в семье священника Алексия Никитича Соколова.
В 1893 году окончил Калужскую духовную семинарию по второму разряду. В сентябре того же года епископом Калужским Анатолием был рукоположён во священника к церкви села Истомина Тарусского уезда Калужской губернии.
В марте 1894 года назначен преподавателем Закона Божьего в земской школе того же села. Открыл воскресную школу для «девиц старшего возраста» в том же селе, в которой работал безвозмездно законоучителем до 1 октября 1898 года.
В декабре 1896 года организовал попечительство для борьбы с распространением секты хлыстов.
С сентября 1897 года состоял заведующим и законоучителем Бортниковской церковноприходской школы.
Овдовев, поступил в 1899 году в Санкт-Петербургскую духовную академию в качестве стипендиата Святейшего Синода. В 1903 году оставлен по болезни на второй год, а на следующий год по болезни был уволен из Академии. В сентябре 1905 года был удостоен степени кандидата богословия.
С декабря 1905 по февраль 1907 года заведовал церковноучительской школой в Обшаровке Самарской губернии.
17 марта 1907 года архиепископом Финляндским и Выборгским Сергием (Страгородским) пострижен в монашество с именем Борис в честь благоверного князя Бориса.
В октябре того же года Святейшим Синодом назначен помощником смотрителя Клеванского духовного училища в Волынской епархии. В апреле 1908 года и затем с августа 1908 по февраль 1909 года был смотрителем данного духовного училища.
В декабре 1908 года иеромонах Борис получил письменную благодарность от съезда Клеванской округи за отеческое воспитание детей.
В марте 1909 года Святейшим Синодом переведён помощником смотрителя Зарайского духовного училища.
В июне 1911 году Святейшим Синодом назначен смотрителем Арзамасского духовного училища, где также преподавал отечественную историю и катехизис. В августе 1911 года резолюцией епископа Иоакима (Левицкого) утверждён членом арзамасского уездного отделения Епархиального училищного совета, в декабре того же года — его председателем.
4 февраля 1913 года назначен смотрителем Вольского духовного училища.
13 июня 1914 года назначен смотрителем Торопецкого духовного училища.
12 августа 1914 года назначен ректором Саратовской духовной семинарии в сане архимандрита.
Незадолго до его приезда в Саратов в стране началась мобилизация; летом 1914 года помещения семинарии были частично отведены под воинский постой. 18 июля в семинарию переселилось до 70 нижних чинов. Это осложнило проведение традиционных августовских переэкзаменовок и вступительных испытаний. В семинарии был приостановлен ремонт. В епархиальном печатном органе было объявлено, что занятия «откладываются на неопределённое время». Несмотря на трудности, начало учебного года, 15 сентября 1914 года было обставлено необычайно торжественно, чего не наблюдалось в предшествующие годы. Так как ряд аудиторий был занят войсками, приходилось ютиться в оставшихся помещениях. Под учебные классы были отведены даже некоторые комнаты в квартирах начальствующих лиц, в том числе и архимандрита Бориса. Такое ненормальное положение сохранялось до самого закрытия семинарии. Кроме ректорства архимандрит Борис являлся председателем «Общества вспомоществования недостаточным воспитанникам Саратовской Духовной Семинарии».
Новой для семинарии была и введённая с начала 1914/1915 учебного года категория «вольнослушателей». В начале 1915 года по инициативе епископа Палладия (Добронравова) и ректора архимандрита Бориса был возрождён проповеднический кружок воспитанников Саратовской духовной семинарии. Учебный год в 1915 году завершился ранее обычного — к середине апреля, так как здание необходимо было постепенно освободить для постоя нижних чинов 92-го запасного батальона.
1915/1916 учебный год в саратовской семинарии также откладывался, так как в семинарии ожидали освобождения здания от воинского постоя. Не дождавшись его, руководство учебного заведения решило заниматься посменно, в свободных классах, которые, «удалось семинарии буквально отвоевать для себя». Архимандрит Борис и Н. В. Златорунский отвели от своих квартир комнаты для занятий. Семинаристы разместились в библиотеке, гардеробной и больнице. Не поместившихся в отведённых под общежитие комнатах пристраивали на квартиры городского духовенства и саратовцев-мирян, откликнувшихся на призыв руководства семинарии приютить воспитанников. Около двадцати человек поселились в здании церковно-приходской школы при Духосошественской церкви. Воспитанников поделили на несколько групп. Каждая группа вызывалась в Саратов для учёбы в определённый срок, в то время как ученики остальных классов занимались по домам родителей самостоятельно.
По просьбе военного начальства с 25 ноября 1915 года семинаристы в домовой церкви начали вести с воинами беседы о войне и её христианском восприятии. Семинаристы регулярно посещали епархиальный лазарет, в котором обучали грамоте раненых воинов и беседовали с ними, а также благотворительные чайные-столовые, в которых учили детей многочисленных беженцев.
Обучение в 1916/1917 учебном году с самого начала вновь шло посменно, «в стеснённых условиях», хотя занятия начались уже 1 сентября. 3 марта 1917 года в здание семинарии вошли вооружённые солдаты, которые хотели, как передавал ректор архимандрит Борис, арестовать «директора заведения, якобы за неприсоединение к новому правительству, и… после заявления всех членов означенного собрания, что все они во главе со своим начальством признают новое правительство и, что, вероятно, здесь недоразумение и смешение семинарии, может быть, с каким-либо другим учебным заведением, солдаты… по выходе из учительской комнаты, подошли к дверям 5 параллельного класса и требовали выдачи начальника заведения, предполагая в этом случае укрывательство со стороны воспитанников».
Последний учебный год в Саратовской семинарии начинался в сложной и тревожной обстановке. В здании по-прежнему размещались две батареи артиллеристов и команда выздоравливающих. Свободных помещений было немного. Общежития при семинарии уже de facto не существовало. С 11 сентября 1917 года удалось начать занятия лишь с учениками трёх младших классов.
В конце октября власть в Саратове захватили большевики. В городе не прекращалась стрельба, на улицах устраивались обыски.
2 февраля 1918 года в квартире ректора Саратовской духовной семинарии архимандрита Бориса (Соколова) прошло собрание православного духовенства совместно со старообрядцами, католиками, лютеранами и иудаистами для обсуждения возможных последствий действия декрета об отделении Церкви от государства. На собрание явились вооружённые красногвардейцы, обыскавшие и арестовавшие присутствовавших. Одновременно были произведены обыски в квартирах участников собрания.
В создавшихся условиях о начале нового, 1918/1919 учебного года не могло быть и речи. Видимо, окончательно семинария была разогнана после начала в сентябре 1918 года красного террора
В середине 1919 года назначен настоятелем Жёлтикова монастыря Тверской епархии, выполнял обязанности благочинного монастырей Тверской епархии. За время службы в Жёлтиковом монастыре он снискал особое расположение окрестного крестьянского и рабочего населения, которое не желало расставаться со своим пастырем.
21 ноября 1919 года хиротонисан во епископа Юрьевского, викария Владимирской епархии. Пробыл на кафедре меньше месяца: Тверское епархиальное собрание по инициативе архиепископа Серафима (Александрова) поддержало обращение верующих к церковному руководству с просьбой оставить епископа Бориса в Твери. Прошение было удовлетворено.
9 декабря 1919 года назначен епископом Старицким, викарием Тверской епархии. Жил в Твери. Архиепископ Тверской Серафим (Александров) ценил новопоставленного архиерея за работоспособность, образованность и организаторский талант. В 1920 году архиепископ Серафим (Александров) вошёл в состав Священного Синода, что резко повысило административный статус Старицкого викария, фактически управлявшего Тверской епархией во время отсутствия правящего архиерея.
20 декабря 1921/2 января 1922 года решением Синода переведён епископом Рыбинским, викарием Ярославской епархии в то время как епископ Рыбинский Петр (Зверев) становился епископом Старицким.
В ходе кампании по изъятию церковных ценностей Рыбинск был охвачен волнениями, в связи с которыми в мае 1922 года епископ Борис был арестован и 22 июля осуждён на 7 лет тюремного заключения по обвинению в «сокрытии ценностей». 19 сентября 1923 года его освободили.
3 (16) октября 1923 года Патриархом Тихоном назначен архиепископом Рязанским вместо признавшего обновленческое ВЦУ Рязанского архиепископа Вениамина (Муратовского).
Восстановил деятельность епархиальной канцелярии и институт благочинных, что позволило организовать нормальное руководство епархией. Был последовательным противником обновленчества. Издавал машинописный журнал «Циркуляры» тиражом 70 экземпляров, в котором публиковались как официальные документы, так и отрывки из художественных произведений, рекомендации юриста, полезные советы и др. Всего до 1925 года вышли в свет 34 номера этого издания, распространявшегося по епархии в условиях, когда церковная печать находилась под запретом.
В январе 1924 года был арестован и выслан в Москву без права выезда. Жил под Москвой в посёлке Перловка, оттуда продолжая управлять епархией с помощью посылаемых в адрес канцелярии, находившейся в Рязани, циркуляров.
В 1925 году вернулся в Рязань, но в сентябре того же года был вновь арестован. Ему вменялись в вину создание «нелегальной» епархиальной канцелярии, выпуск и распространение «Циркуляров» и др. В марте 1926 года особое совещание Коллегии ОГПУ приговорило архиепископа Бориса к трём годам ссылки в Нарымский край. Из-за обострившейся в тюрьме тяжёлой болезни — астмы — в июне 1927 это наказание было заменено ссылкой в Ярославскую область, а затем ему было разрешено вновь поселиться в посёлке Перловка, где он и скончался. До самой смерти продолжал руководить епархией, направляя своим подчинённым циркуляры, указы и распоряжения.
Похоронен на Пятницком кладбище в Москве по правую сторону алтаря храма Живоначальной Троицы. Под одним памятником с ним погребён архиепископ Михаил (Воскресенский).

## Труды
- Две дороги. — Зарайск, 1910.
- Мудрость духовной школы. — Н. Новгород, 1911.